# سان جورجو دی پسارو
سن جیورجیو دی پسارو (به ایتالیایی: San Giorgio di Pesaro) یک کومونه در ایتالیا است که در استان پزارو و اوربینو واقع شده‌است.

## خصوصیات
سن جیورجیو دی پسارو ۲۰٫۹ کیلومترمربع مساحت و ۱٬۴۳۵ نفر جمعیت دارد و ۲۰۱ متر بالاتر از سطح دریا واقع شده‌است.